# Battalion (Zwitserse band)
Battalion was een in 2006 geformeerde Zwitserse thrashmetalband uit Zürich.

## Bezetting
Oprichters
- Silvan Etzensperger (zang, e-gitaar)
- Cyril Etzensperger († 2010) (e-gitaar)
- Samuel Riedener (drums)
- Dejan Terzic (e-basgitaar)

Laatste bezetting
- Silvan Etzensperger (zang, e-gitaar)
- Samuel Riedener (drums)
- Clode Hürlimann (e-gitaar, vanaf 2011)
- Alexander Gubler (e-basgitaar, vanaf 2012)

Voormalige leden
- Dejan Terzic (e-basgitaar, 2006–2008)
- Lukas Marti (e-basgitaar, 2009–2012)

## Geschiedenis
Silvan Etzensperger, Cyril Etzensperger en Samy Riedener organiseerden verschillende jamsessies, maar zonder vast lid op de bas. Aan het einde van het jaar bracht de band hun eerste demo The Fight for Metal uit. Sinds de demo in Zwitserland goede recensies kreeg, speelden ze meerdere concerten op nationaal niveau, ook zonder vaste bassist. Na enkele concerten werd bassist Lukas Marti in 2009 geïntroduceerd als officieel lid.
Even later ging de band naar de studio om hun eerste album op te nemen. Tommy Vetterli (Coroner, Kreator) werd geëgageerd als producent. Het album Underdogs werd in februari 2010 uitgebracht door het Silverwolf Productions-label en kreeg overwegend goede tot zeer goede recensies van de vakpers. Na talrijke concerten in Zwitserland volgden de eerste optredens in het buitenland. In augustus 2010 choqueerde de zelfmoord van gitarist Cyril Etzensperger de band. Een ontbinding van de band stond niet ter discussie en daarom werd een tijdelijke live-gitarist gevonden in Leandro Pacheco. De band speelde in een aantal kleinere openlucht- en vele andere concerten in 2010 en 2011, onder meer als voorprogramma van Destruction. In de zomer van 2011 werd aangekondigd dat gitarist Clode Hürlimann zich bij de band had gevoegd als nieuw lid. In november 2011 werd ook een kleine Europese tournee aangekondigd. De band kondigde vervolgens aan dat ze een concertpauze van enkele maanden zouden nemen om een nieuw album op te nemen, dat in september 2012 zou verschijnen.
Tijdens het werken aan het nieuwe album kondigde de band aan dat Lukas Marti de band om persoonlijke redenen had verlaten. In mei 2012 werd Alexander Gubler geïntroduceerd als nieuwe bassist. In de zomer van 2012 trad Battalion voor het eerst op in het Verenigd Koninkrijk in de Bloodstock Open Air, het tweede album heet Set the Phantom Afire. De eerste single Buried Nation werd op 1 augustus uitgebracht, samen met een videoclip. Het album werd uitgebracht op 29 september 2012 als onderdeel van een publicatieshow. De band speelde in 2013 en 2014 vele shows, onder meer als voorprogramma van Slayer en Machine Head. In de zomer van 2014 won Battalion de Zwitserse voorronde voor de Wacken Metal Battle en kon vervolgens optreden in de Wacken Open Air in augustus 2014. In 2016 ging de band uit elkaar vanwege interne problemen.

## Stijl
De stijl van de band lijkt erg op de vroege thrashmetal uit de Bay Area. Er zijn dus invloeden van bands als Metallica en Testament hoorbaar. Sommige nummers zoals Wings of a Demon bevatten echter ook elementen van klassieke heavy metal en power metal. De teksten hebben vaak een connectie met metal (Thrash Maniacs, Headbangers) of hebben een sociale of historische achtergrond (Stalingrad).

## Discografie
- 2006: The Fight for Metal (demo)
- 2010: Underdogs (album, Silverwolf Productions)
- 2012: Set the Phantom Afire (album, Burning Phoenix)
- 2015: Generation Movement (album, eigen publicatie)